# Martina Barta

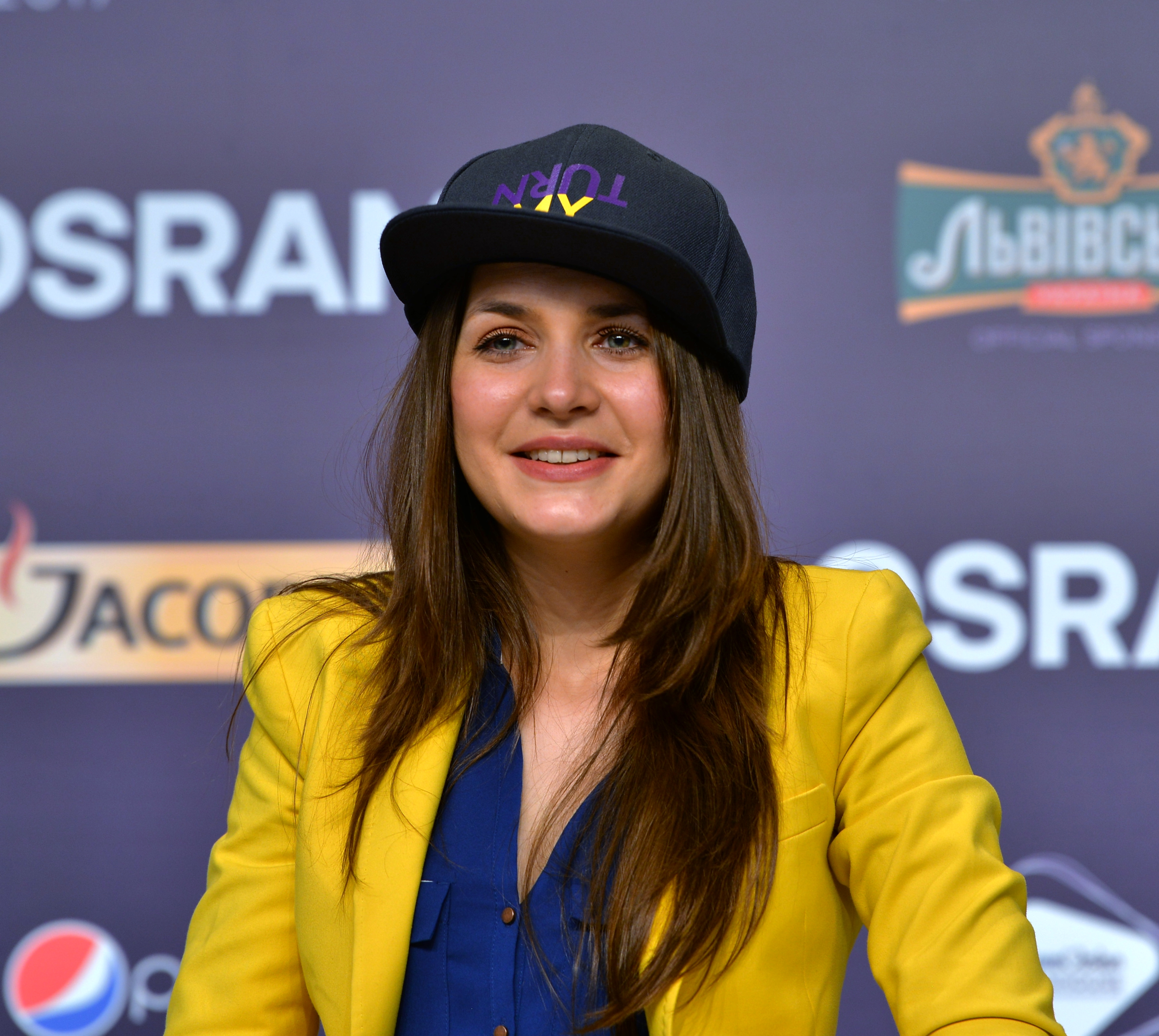
Martina Barta (2017)

Martina Barta (* 1. September 1988 in Prag als Martina Bártová) ist eine tschechische Jazz-Sängerin.

## Leben und Karriere
Barta spielte seit ihrer frühen Kindheit Klavier, Geige und Blockflöte. 1999–2007 besuchte sie das Prager Jan-Neruda-Gymnasium (Gymnázium Jana Nerudy) und erlernte das Waldhorn bei Vladimíra Klánská. Nach dem Abitur wurde sie zum Medizinstudium an der Karlsuniversität in Prag aufgenommen. Das Studium brach sie ab und entschloss sich für eine akademische Ausbildung im Musikbereich. 2008–2010 besuchte sie das Prager Konservatorium und nahm Gesangsunterricht bei Naďa Wepperová. Ab 2011 studierte sie Jazzgesang am Jazz-Institut der Universität der Künste Berlin. In Rahmen ihres Studiums arbeitete sie mit den US-amerikanischen Jazzmusikern Judy Niemack-Prins und David Friedman zusammen. Im Juli 2016 hat sie das Bachelorstudium mit dem Abschlusskonzert „Martina Barta & her Jazz Orchestra“ mit Auszeichnung beendet. Sie wurde dabei von ihrem Mentor, dem Jazz-Kontrabassisten Greg Cohen, unterstützt. Mit ihrem Kommilitonen Marcus Gartschock gründete sie während des Studiums die Band Scotch and Soda. Seit 2010 tritt sie als Solistin mit der tschechischen Big Band von Felix Slováček auf. Weiterhin trat sie mit der tschechischen Band J.J.Jazzmen und ihrem Swinging Quartet auf.

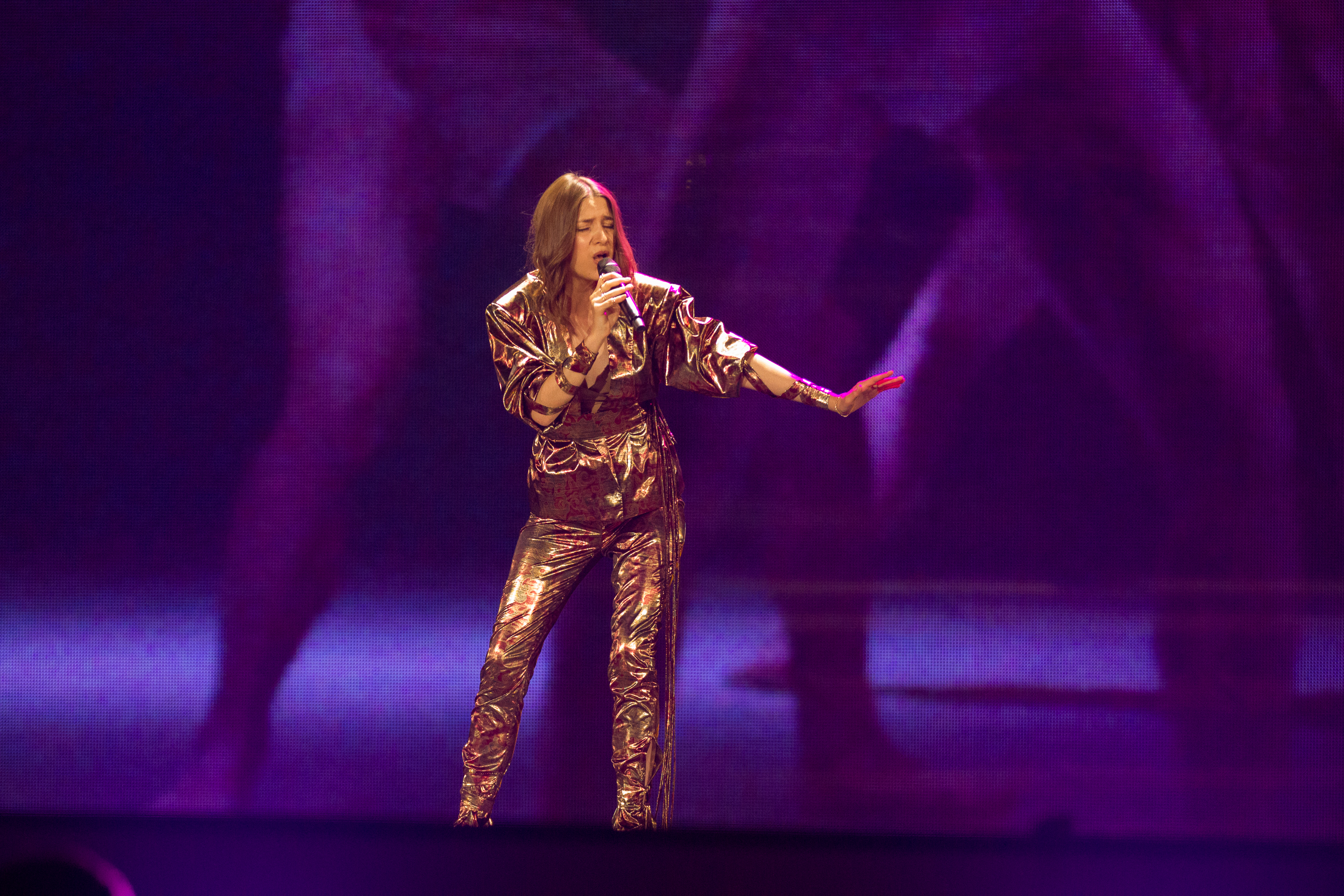
Barta beim Eurovision Song Contest 2017

In Deutschland tritt sie u. a. mit der Big Band der Deutschen Oper Berlin auf. Weiterhin arbeitet sie mit ihrer älteren Schwester, der Jazz-Pianistin und Komponistin Kristina Barta, zusammen. Mit ihr gewann sie 2016 den 1. Preis für den besten Jazzsong des Jahres Find Peace of Mind beim Bohemia Jazz Fest. 2019 gründete sie mit dem amerikanischen Vibraphonisten David Friedman ein Duo.
Im Mai 2010 gewann sie die TV-Castingshow Robin Hood - Cesta ke slávě (TV Prima) und bekam die weibliche Hauptrolle Lady Marianne im Musical Robin Hood, das im Prager Musicaltheater Kalich aufgeführt wurde.
Am 15. Februar 2017 wurde bekannt, dass sie vom Tschechischen Fernsehen (Česká televize) ausgewählt worden ist, Tschechien beim Eurovision Song Contest 2017 zu vertreten. Der Name ihres Songs My Turn wurde am 21. Februar 2017 zusammen mit einem achtsekündigen Ausschnitt des Liedes bekanntgegeben. Die volle Version des Liedes wurde im März 2017 veröffentlicht. Nach der Teilnahme am ersten Halbfinale konnte sie sich für das Finale des Wettbewerbs nicht qualifizieren.
2018 nahm sie an Deutschland sucht den Superstar teil und schaffte es in den Recall.
Im Juli 2020 veröffentlichte Martina Barta ihre Single What a Wonderful World. Diese Coverversion des Hits von Louis Armstrong wurde mit dem tschechischen Hornisten Radek Baborák und Kristina Barta aufgenommen. Dazu wurde ein Musikvideo in Berlin und Prag produziert.
Martina Barta lebt in Berlin. Seit September 2021 absolviert sie an der Manhattan School of Music in New York City ein Masterstudium in Musik, das sie voraussichtlich im Mai 2023 abschließen wird.

## Diskografie
Singles
- 2017: My Turn
- 2020: What a Wonderful World